# ماء التونيك

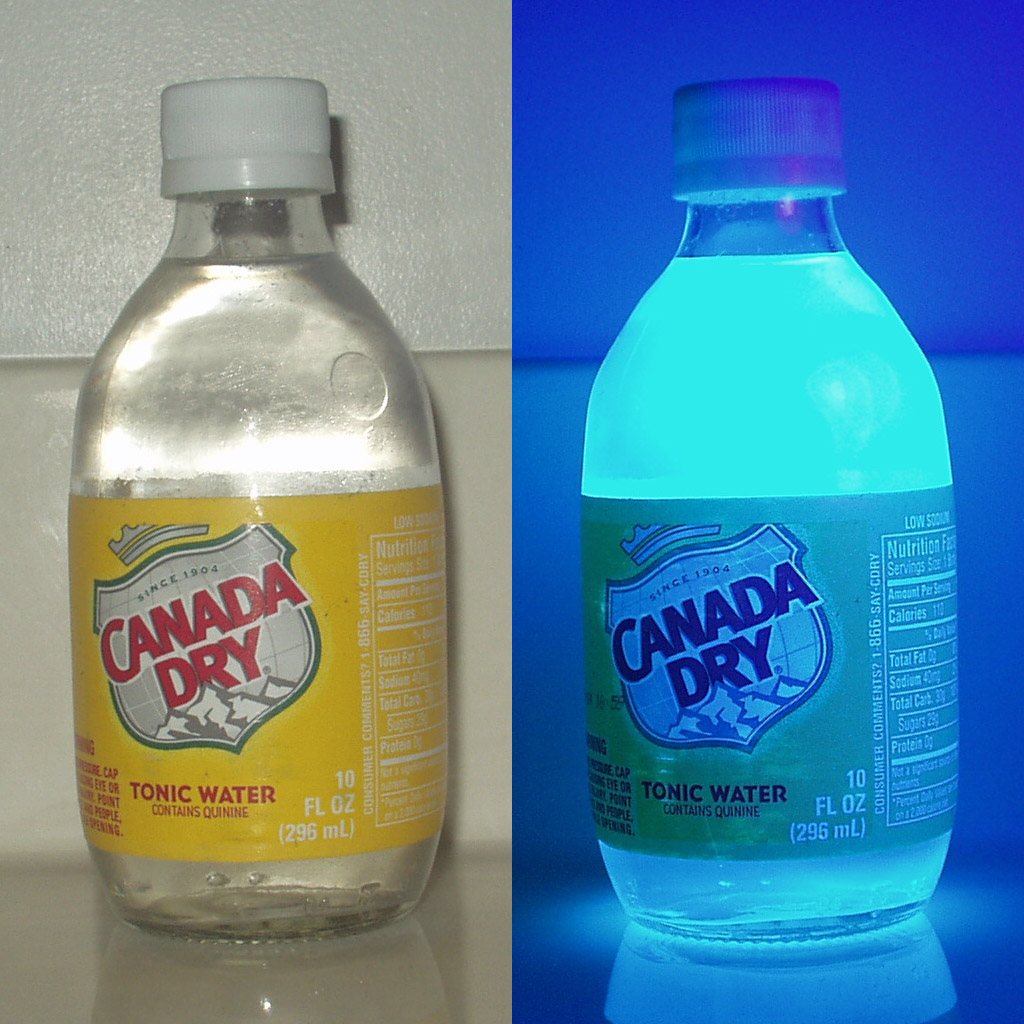
تحت الضوء فوق البنفسجي، تتسبب مادة الكينين الموجودة في ماء التونيك في جعلها فلورية، رغم وجودها بتركيز ضئيل جدًا.

ماء التونيك (أو ماء التونيك الهندي) هو مشروب غازي مكربن تذوب فيه مادة الكينين. وقد كان يُستخدم ماء التونيك في الأساس كعلاج وقائي ضد مرض الملاريا، ولكن انخفض محتوى مادة الكينين به بدرجة كبيرة الآن وبات يُشرب لمذاقه المرّ المميز. وكثيرًا ما يضاف إلى المشروبات المختلطة، وخصوصًا إلى مشروب الجن والتونيك.

## معلومات تاريخية

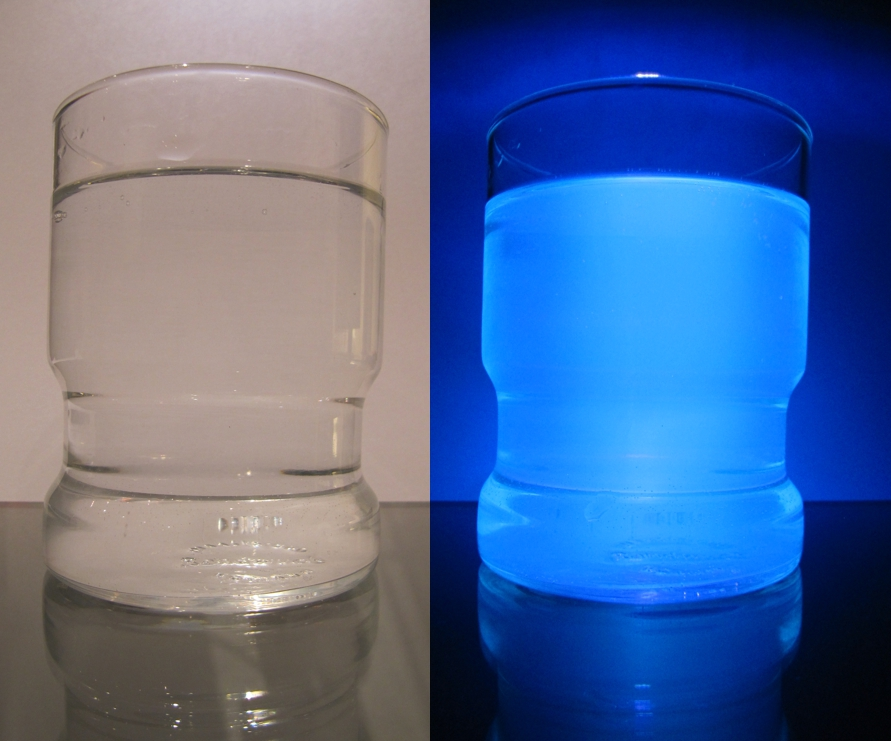
ماء تونيك تحت الضوء العادي والأشعة فوق البنفسجية (يجعله الكينين يتوهج في الظلام).

اكتسب المشروب اسمه من التأثيرات الطبية لنكهته المرّة. وكانت تُضاف مادة الكينين إلى المشروب كعلاج وقائي ضد مرض الملاريا، وقد كان من المفترض أساسًا أن يُشرب في المناطق الاستوائية في جنوب آسيا وأفريقيا، حيث كان المرض متوطنًا. وظهر المشروب المختلط المعد من الجن والتونيك لأول مرة في الهند تحت الاحتلال البريطاني، عندما كان البريطانيون يخلطون ماء التونيك الدوائي الذي يحتوي على مادة الكينين مع الجن ليكون ألذّ طعمًا.
ومنذ عام 2005، زادت العلامات التجارية لماء التونيك الممتاز في الأسواق، مثل العلامة التجارية Fever Tree وQ Tonic. وتؤكد هذه العلامات التجارية على استخدام مادة الكينين الحقيقية ومحليّات طبيعية، في مقابل نكهة الكينين وشراب الذرة عالي الفركتوز. وغالبًا ما تبيع هذه العلامات التجارية منتجاتها بأسعار مرتفعة.
منذ عام 2010، تم إنتاج أربعة مشروبات تونيك على الأقل في الولايات المتحدة. ويضيف المستهلكون المياه المكربنة إلى الشراب للحصول على ماء التونيك، وهو ما يجعلهم يغيّرون شدة النكهة.

## محتوى الكينين
كان ماء التونيك الطبي يحتوي في الأساس على مياه مكربنة فقط وكمية كبيرة من مادة الكينين. ولكن معظم ماء التونيك يحتوي اليوم على كمية أقل بكثير من مادة الكينين، وبذلك يُستخدم في الغالب لنكهته. وبالتالي، يكون أقل مرارة وعادةً ما يكون محلى، حيث يكون غالبًا بـ شراب الذرة أو السكر. هذا بالإضافة إلى إنتاج بعض المصانع ماء تونيك للحمية (أو خالٍ من السكر)، والذي قد يحتوي على محليّات صناعية. جدير بالذكر أن ماء التونيك التقليدي الذي يحتوي على كمية أكبر بقليل من مادة الكينين والمياه المكربنة أقل انتشارًا، ولكن قد يفضله الأشخاص الذين يرغبون في النكهة المرّة.
في الولايات المتحدة، قامت إدارة الأغذية والأدوية الأمريكية (FDA) بتقليل محتوى الكينين في ماء التونيك إلى 83 جزءًا في المليون (83 ملجم لكل لتر إذا تم حسابها بالكتلة)، في حين أن الجرعة العلاجية اليومية من مادة الكينين تتراوح بين 167 إلى 333 ملجم. ولا زال يُوصى به كمسكن في حالة الإصابة بـ تشنجات القدم، ولكن تشير الأبحاث الطبية إلى ضرورة منح بعض الاهتمام لمراقبة الجرعات. وبسبب المخاطر المرتبطة بتناول مادة الكينين، فقد أعلنت إدارة الأغذية والأدوية أنه لا ينبغي استخدام المصادر التي تكون بدون وصفة، مثل ماء التونيك، في الوقاية من الإصابة بتشنجات القدم أو علاجها.

## الاستخدامات
غالبًا ما يُستخدم ماء التونيك كمكون في خلط مشروبات الكوكتيل، وخصوصًا أنواع الكوكتيل التي تحتوي على الجن أو الفودكا (مثلاً، مشروب الجن والتونيك). ويُعرف ماء التونيك المضاف إليه نكهة الليمون أو الليمون الحامض باسم الليمون المر أو الليمون الحامض المر، على التوالي. وهذه المشروبات الغازية أكثر انتشارًا في أوروبا عنها في الولايات المتحدة.

## خاصية الفلورية
سوف تحدث الفلورية لماء التونيك تحت الضوء فوق البنفسجي (UV)، بسبب وجود مادة الكينين. وفي الحقيقة، فإن مادة الكينين حساسة للضوء فوق البنفسجي لدرجة أنها ستبدو فلورية بوضوح في ضوء الشمس المباشر.